# Willem Smulders
Willem Hubertus Albertus Smulders (Rosmalen, 1879 - Nijmegen, 1942) was een Nederlandse priester-dichter en een goed voorbeeld van een Brabantse geestelijke die zijn roeping in zijn gedichten betrok, zoals in het gedicht Brief over zijn wijding tot subdiaken.
Smulders werd geboren als zoon van de genees- en vroedmeester Ferdinand Wijnand Smulders en volgde het seminarie. Hij was achtereenvolgens kapelaan in Made, Tilburg en Boxtel tot hij in 1925 tot pastoor werd benoemd in Ooij en Persingen.
Zijn gedichten publiceerde hij in de rooms-katholieke tijdschriften Van Onzen Tijd en de Katholieke Illustratie. In 1906 werden ze bijeengebracht in zijn enige bundel Cantica Graduum.
- Digitale Bibliotheek voor de Nederlandse Letteren: smul004
- Gemeinsame Normdatei: 1147221065
- International Standard Name Identifier: 0000 0000 4700 5889
- Library of Congress Control Number: no2006122528
- Nederlandse Thesaurus van Auteursnamen: 070365903
- Virtual International Authority File: 58846067
- WorldCat: E39PBJfrH7xBMdDd4FqvHjVQv3